# عبدالرحمان مراکش
عبدالرحمن بن هشام (عربی: عبد الرحمان؛ ۱۷۷۸ – ۲۸ اوت ۱۸۵۹) سلطان علویان مراکش از سال ۱۸۲۲ تا ۱۸۵۹ بود.